# Lake Andes
Lake Andes är administrativ huvudort i Charles Mix County i South Dakota. Enligt 2010 års folkräkning hade Lake Andes 879 invånare.